# Kinesis
Der Ausdruck Kinesis kommt von altgriechisch κίνησις kinesis, deutsch ‚Bewegung‘ und taucht als philosophischer Begriff unter anderem im Kontext der aristotelischen Physik und Metaphysik auf. Es geht um die Bewegung, also besonders auch um eine Veränderung von Form und Stoff. Der Ausdruck hat auch unter anderem zum Begriff Kinematik in der Physik und zur Wortendung -kinese geführt.

## Beispiele für die Wortendung -kinese
- Autokinese
- Hyperkinese
- Hypokinese
- Parakinese
- Psychokinese
- Pyrokinese
- Telekinese
- Zytokinese